# Karner Burgschleinitz

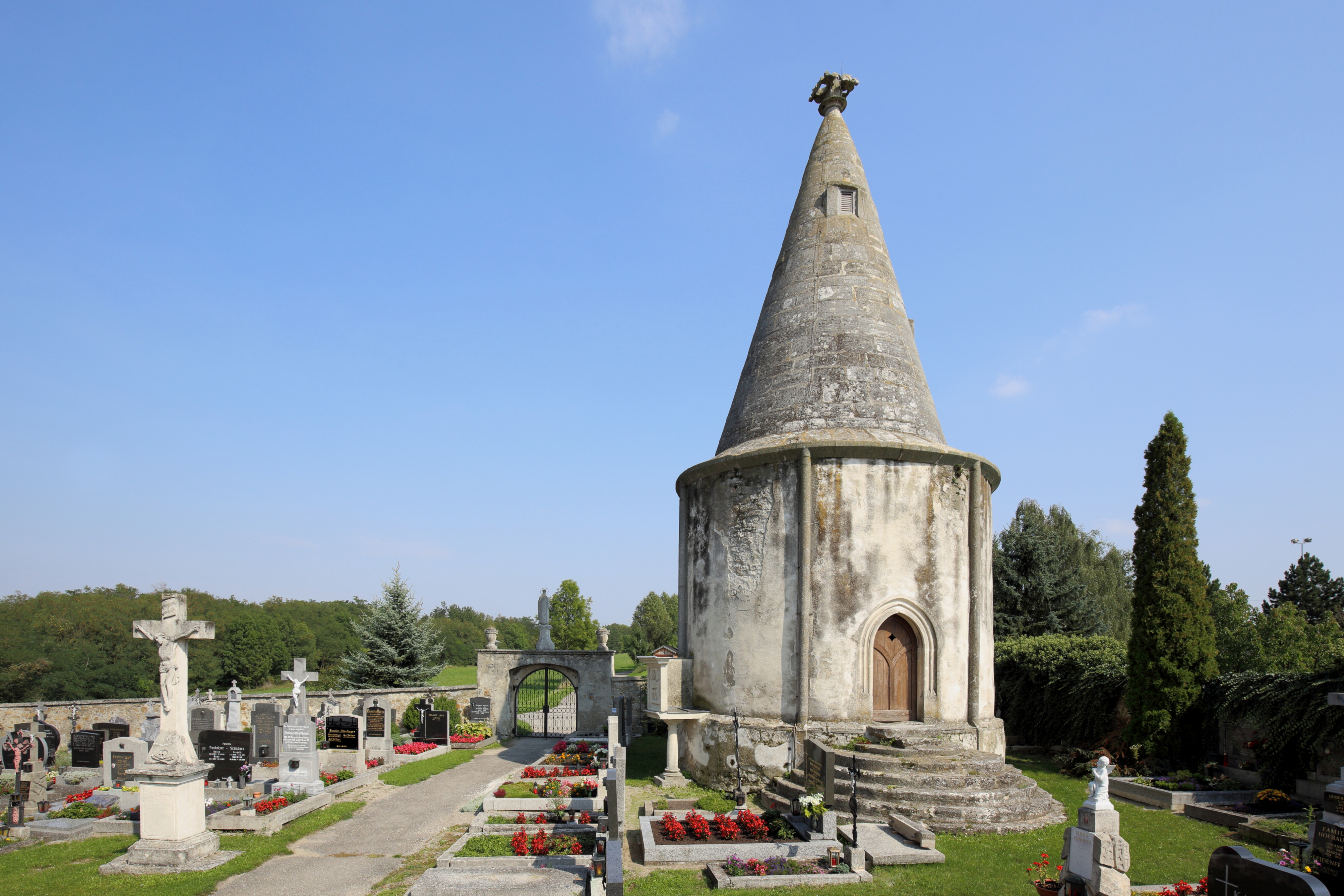
Westansicht des Karners

Zeichnung des Karners (1911)

Der Karner Burgschleinitz befindet sich im Friedhof der Pfarrkirche in Burgschleinitz in der Marktgemeinde Burgschleinitz-Kühnring im Bezirk Horn in Niederösterreich. Der Karner steht unter Denkmalschutz (Listeneintrag).

## Geschichte
Der Karner wurde 1405 urkundlich als im Bau befindlich genannt. 1978 wurden im Inneren Wandmalereien aufgedeckt.

## Architektur
Der gotische Rundbau vom Anfang des 15. Jahrhunderts hat in der Sockelzone einen romanischen Kern.
Die Fassade ist durch halbrunde Dienste auf abgeschrägtem Sockelgesims gegliedert. Darüber erhebt sich ein steinernes Kegeldach mit eingeschnittenem quadratischem Steinfenster und einer erneuerten Kreuzblume. An der östlichen Seite befindet sich eine halbrunde Apsis mit einem abgemauerten Spitzbogenfenster. Im Westen ist der Karner durch ein Spitzbogenportal mit Stäben in profilierter Laibung über eine siebenstufigen Kegeltreppe zugänglich. An die Nordseite ist eine viereckige, an der Westseite offene, steinerne Außenkanzel auf toskanischen Säulen angebracht. Nördlich und östlich befindet sich je eine Brüstungsplatte mit Eierstabfassung und Reliefs von Matthäus und Lukas bzw. Johannes und Markus aus der Zeit um 1580.
Der Innenraum ist sechseckig und hat ein Steinrippengewölbe auf Runddiensten mit halbrunden und polygonalen Basen. Das Gewölbe hat einen runden Schlussstein mit Vierpassprofil und einem leeren Wappenschild. Die gemauerte Apsisnische verfügt über eine abgemauerte Rundbogenlaibung und ein südliches Rechteckfenster. Im sechsteiligen Gewölbe sind Freskenfragmente Engel mit Leidenswerkzeugen aus der ersten Hälfte des 17. Jahrhunderts zu sehen. An der Südseite verfügen die Fenster über ornamentale Malerei mit Inschriftresten. Die ostseitigen Dekorationsmalereien in geometrischen Formen wurden gegen Ende des 19. Jahrhunderts angefertigt.